# Mount & Blade (серия)
Mount & Blade — серия компьютерных ролевых игр, разработанных турецкой компанией TaleWorlds. Оригинальная игра Mount & Blade была выпущена в 2008 году. Поначалу она получила неоднозначные оценки. Рецензенты высоко оценили игру за ее инновационную боевую механику, сложную систему навыков персонажа и большое сообщество моддинга, но также критиковали ее за повторяющиеся квесты, диалоги и локации, а также низкое качество графики.
Продолжение Mount & Blade: Warband (в русской локализации «Mount & Blade. Эпоха Турниров») было выпущено в марте 2010 года, а дополнение «Mount & Blade. Огнём и мечом», было выпущено в мае 2011 года. По состоянию на 2015 год было продано более чем 6 миллионов копий игр серии.
Продолжение, Mount & Blade II: Bannerlord, было выпущено в раннем доступе 30 марта 2020 года.

## Игры
| 2008 | Mount & Blade                            |
| 2009 |                                          |
| 2010 | Mount & Blade: Warband                   |
| 2011 | Mount & Blade: With Fire & Sword         |
| 2012 | Mount & Blade: Warband - Napoleonic Wars |
| 2013 |                                          |
| 2014 | Mount & Blade: Warband - Viking Conquest |
| 2015 |                                          |
| 2016 |                                          |
| 2017 |                                          |
| 2018 |                                          |
| 2019 |                                          |
| 2020 |                                          |
| 2021 |                                          |
| 2022 | Mount & Blade II: Bannerlord             |

## Геймплей
Игры представляют собой ориентированную на экшн ролевую игру без каких-либо элементов фэнтези, действие которой происходит в вымышленной средневековой стране под названием Кальрадия. В игре присутствует открытый мир, в котором нет сюжетной линии. Игрок может присоединиться к одной из фракций, сражаться в качестве наемника, взять на себя роль преступника или занять нейтральную сторону.